# GRXCR2
GRXCR2 (англ. Glutaredoxin and cysteine rich domain containing 2) – білок, який кодується однойменним геном, розташованим у людей на 5-й хромосомі. Довжина поліпептидного ланцюга білка становить 248 амінокислот, а молекулярна маса — 28 284.
| 10         |  | 20         |  | 30         |  | 40         |  | 50         |
| ---------- |  | ---------- |  | ---------- |  | ---------- |  | ---------- |
| MEDPEKKLNQ |  | KSDGKPRKVR |  | FKISSSYSGR |  | VLKQVFEDGQ |  | ELESPKEEYP |
| HSFLQESLET |  | MDGVYGSGEV |  | PRPQMCSPKL |  | TAQRISVFRE |  | GNAYTLAGGQ |
| PRFNDYKAND |  | HKPLPIIDFG |  | KIIIYTNNLK |  | IIRTPMDKRD |  | FVRKILQKEE |
| EAEEESLMNK |  | EESYGGRDQH |  | DRPLVEAEST |  | LPQNRYTQEG |  | DIPEDSCFHC |
| RGSGSATCSL |  | CHGSKFSMLA |  | NRFKESYRAL |  | RCPACNENGL |  | QPCQICNQ   |

A: Аланін

C: Цистеїн

D: Аспарагінова кислота

E: Глутамінова кислота

F: Фенілаланін

G: Гліцин

H: Гістидин

I: Ізолейцин

K: Лізин

L: Лейцин

M: Метіонін

N: Аспарагін

P: Пролін

Q: Глутамін

R: Аргінін

S: Серин

T: Треонін

V: Валін

Локалізований у клітинних відростках.